# 四苞蓝属
四苞蓝属（学名：Tetragoga）是爵床科下的一个属。该属共有3种，分布亚洲东南部。